# Mária Szepes
Mária Szepes (ur. 14 grudnia 1908 w Budapeszcie, zm. 3 września 2007 tamże) – węgierska pisarka, autorka książek dla dzieci, powieści naukowofantastycznych, sztuk teatralnych.

## Wyróżnienia i nagrody
- Złoty Meteor

## Wybrane utwory
- 1953: Pöttyös Panni (Kropeczka, 1959)
- 1956: Pöttyös Panni a Balatonon (Kropeczka nad Balatonem, 1959)
- 1971: Surayana élő szobrai
- 1975: Tükörajtó a tengerben